# Jakub Patočka
Jakub Patočka (* 19. května 1973 Brno) je český novinář a politik, bývalý environmentální aktivista a dlouholetý šéfredaktor Literárních novin.

## Vzdělání
Vystudoval sociologii na Masarykově univerzitě (bakalářské studium dokončil v roce 1996 ještě na filozofické fakultě, magisterské v roce 1998 již na nově zřízené fakultě sociálních studií).

## Hnutí DUHA
V roce 1989 společně s Janem Beránkem založil Hnutí DUHA, jež se pod jeho vedením stalo českým členem významné mezinárodní ekologické organizace Přátelé Země. V roce 1991 stál pří zrodu časopisu Poslední generace, který se posléze v roce 1997 přejmenoval na Sedmou generaci. Byl jeho šéfredaktorem až do roku 1999 a přispívá do něj až do současnosti.

## Strana zelených
Členem Zelených byl od roku 2002. V letech 2003 až 2005 spolu s Beránkem vedl[zdroj⁠?!] Stranu zelených, za niž Patočka v roce 2004 kandidoval na prvním místě kandidátky ve volbách do Evropského parlamentu. V roce 2005 jej ve vnitrostranickém sporu porazila skupina kolem Martina Bursíka, což vedlo k Patočkově následnému odchodu ze strany.

## Literární noviny
V letech 1999 až 2009 byl šéfredaktorem týdeníku Literární noviny. V roce 2005 se dostal do sporu se většinou redakce LtN, která na protest proti jeho metodám práce odešla a založila v říjnu 2005 konkurenční časopis A2.
Od května 2002 byl sedm let členem správní rady Nadace Michaela Kocába, která spravuje 29 milionů korun pocházejících dle dostupných informací z vytunelovaného všeobecného investičního fondu TREND. Nadace Michaela Kocába od svého založení podporovala Literární noviny.
Počátkem roku 2009 předal LtN do rukou sdružení Právo, solidarita a informace, které je spojeno s bývalým sociálnědemokratickým ministrem zemědělství Janem Mládkem, který v té době byl i ředitelem Masarykovy dělnické akademie propojené s ČSSD.

## Kuřimská kauza
O Patočkovi se psalo v souvislosti s tzv. Kuřimskou kauzou. Policie u něj doma v souvislosti s případem prováděla domovní prohlídku. Patočka pomáhal Kláře Mauerové spojit se s odborníky, kteří jí pomohli k získání opatrovnictví dívky Anny, za kterou se vydávala Barbora Škrlová. Patočka uvedl, že Mauerová byla kamarádka a bývalá spolužačka jeho ženy, které naletěl.

## Deník Referendum
V prosinci roku 2009 založil Deník Referendum, český internetový deník.[zdroj?]

## Sociální demokracie
V září 2013 vstoupil do České strany sociálně demokratické. Dne 11. listopadu 2017 však rozhodla městská konference ČSSD v Brně o jeho vyloučení ze strany. Důvodem vyloučení měl být Patočkův podíl na organizaci referenda o poloze nádraží v Brně a kritika postojů ČSSD v této otázce.

## Referendum o nádraží
V roce 2013 inicioval vznik občanské aliance Referendum 2014 (později Referendum 2016), jíž se sběrem podpisů občanů podařilo přimět město Brno k vyhlášení místního referenda o poloze hlavního nádraží, které se uskutečnilo ve dnech 7. a 8. října 2016. Patočka je hlavním představitelem této aliance, kterou tvoří sdružení Hnutí DUHA, Masarykova demokratická akademie a Děti Země. Aliance prosazuje, aby železniční stanice Brno hlavní nádraží byla modernizována ve své stávající poloze nedaleko historického jádra města.

## Dílo

### Publikace
- Český zájem – vybrané texty z let 1992–2002, Host 2002, ISBN 80-7294-056-2

### Film
- spoluautor dokumentu Selský rozum, který se zaměřuje na způsob podnikání Andreje Babiše v zemědělství a jeho dopady na český venkov. Režie Vít Janeček a Zuzana Piussi, 2017[17]